# Sachalin (hoorspel)
Sachalin is een hoorspel van Jan Gudmundsson. Het werd vertaald door Barbro Thunér. De AVRO zond het uit op donderdag 15 april 1976, van 22:00 uur tot 23:00 uur (met een herhaling op donderdag 6 oktober 1977). De regisseur was Jacques Besançon.

## Rolbezetting
- Jules Croiset (dr. Anton Tsjechov)
- Sacha Bulthuis (Elena Andrejevna)
- Aus Greidanus (de briefschrijver, broer van Elena)
- Ab Abspoel (de commandant)

## Inhoud
Op 21 april 1891 vertrekt Anton Tsjechov naar Sachalin, een eiland bij Siberië waar duizenden gevangenen leven. Hij wil de levensomstandigheden inventariseren en er een boek over schrijven. Hij is naast schrijver ook arts en hij voelt dat hij door zijn schrijverschap zijn idealisme uit het oog dreigt te verliezen en gaat naar Sachalin om het te behouden. Op de reis door Siberië komt hij bijna om. Pas op 10 juli 1890 bereikt hij Sachalin, waar hij drie maanden blijft. Hij had toestemming gekregen om als schrijver onderzoek te doen, en hij gaat daarbij grondig te werk. Op 10.000 kaarten inventariseert hij alles wat hij te weten kan komen over de gevangenen: leeftijd, straf, of ze konden lezen, etc. Hij werkt voornamelijk alleen, van 's ochtend vroeg tot 's avonds laat, en tussen de bedrijven door biedt hij de gevangenen materiële en immateriële steun. Door wat hij meemaakt en ziet - onder meer een publieke bestraffing met zweepslagen - wordt hij zwaar geschokt. Pas vier jaar na zijn terugkomst verschijnt zijn boek, dat ondanks de censuur in Rusland een helder beeld geeft van de erbarmelijke omstandigheden op het eiland. Het boek heeft effect: de publieke belangstelling voor Sachalin is gewekt. Anderen gaan op onderzoek in Sachalin en bevestigen de bevindingen van Tsjechov. Uiteindelijk leidt het boek tot hervormingen en verbeteringen in het leven van de dwangarbeiders. De reis verandert ook het leven en schrijverschap van Tsjechov. In een brief uit 1891 schrijft hij: "Na mijn inspanningen op Sachalin komt mijn Moskouse bestaan me zo kleinburgerlijk en vervelend voor, dat ik in staat ben om als een kettinghond te gaan bijten…"